# Durbec de les Bonin
El durbec de les Bonin (Carpodacus ferreorostris) és un ocell extint de la família dels fringíl·lids (Fringillidae).

## Hàbitat i distribució
Era un ocell forestal que habitava l'illa Chichi-jima, a les Bonin del Japó.

## Taxonomia
Era considerada l'única espècie del monotípic gènere Chaunoproctus (Bonaparte, 1850), però es va incloure al gènere Carpodacus arran els treballs de Zuccon et el 2012.